# Konstantin IV.
Konstantin IV. (grško Κωνσταντῖνος, Kōnstantînos, latinsko Constantinus), imenovan Mlajši (grško ὁ νέος, ho néos, latinsko iunior) in včasih napačno Bradati (grško Πωγωνᾶτος, Pōgōnãtos, latinsko Pogonatus) je bil od leta 668 do 685 cesar Bizantinskega cesarstva, * okoli 650, † 10. julij 685. 
Njegovo vladavino je zaznamovala prva resna omejitev skoraj 50-letnega neprekinjenega širjenja islama, predvsem uspešna obramba Konstantinopla pred Arabci. Njegov sklic šestega ekumenskega koncila je pomenil konec polemike o monoteletstvu v Bizantinskem cesarstvu, zaradi česar ga pravoslavne Cerkve častijo kot svetnika, ki se praznuje 3. septembra.

## Zgodnja kariera
Konstantin je bil najstarejši sin cesarja Konstansa II. in Favste, hčerke patricija Valentina. Leto njegovega rojstva ni znano, vendar se domneva, da je bil rojen okoli leta 650. Leta 654, skoraj zagotovo na Veliko noč 13. aprila, ga je oče imenoval za socesarja. Cesar je postal septembra 668, ko je v Konstantinopel prispela novica, da je bil na Siciliji umorjen njegov oče.
Njegova prva naloga na položaju cesarja je bila  zadušitev upora vojakov na Siciliji pod vodstvom Mezezija, ki je privedel do očetove smrti. Sedem mesecev kasneje je s pomočjo papeža Vitalijana upor zadušil, vendar so ta uspeh zasenčile težave na vzhodu.  
Leta  668 je omajadski kalif Muavija I. prejel povabilo Saborija, poveljnika bizantinske vojske v Armeniji, naj pomaga strmoglaviti cesarja v Konstantinoplu. Kalif je proti Bizantinskemu cesarstvu poslal vojsko pod vodstvom svojega sina Jazida I. Vojska je prodrla do Kalcedona in zavzela pomembno bizantinsko središče Amorion. Mesto so kmalu ponovno zasedli Bizantinci. Arabci so zatem leta 669 napadli Kartagino in Sicilijo. Leta 670 so zavzeli Kizik in postavili bazo, iz katere so začeli napadati  osrčje cesarstva. Njihova flota je leta 672 zavzela Smirno in druga obalna mesta. Nazadnje so Arabci leta 672 z velikim ladjevjem z morja napadli Konstantinopel. Slovani so med napadom Arabcev začeli oblegati Solun.

## Obleganje Konstantinopla (674–678)
Leta 674 so Arabci začeli dolgo pričakovano obleganje Konstantinopla. Velika flota pod poveljstvom Abdul-Rahmana ibn Abi Bakra  je izplula konec leta 673. Čez zimo se je del ladjevja zasidrale v Smirni, drugi del pa ob obali Kilikije. Ladjevji sta dobili okrepitve in nadaljevali plovbo proti Helespontu, kamor sta pripluli okoli aprila 674. Od aprila do septembra 674 je bilo ladjevje zasidrano od rta Hebdomon na Propontidi do rta Kiklobion blizu Zlatih vrat in se v tem času spopadalo z bizantinsko floto, ki je branila pristanišče.
Konstantin je vedel, da se bo prej ali slej začelo obleganje mesta, in je poskrbel, da je bilo mesto dobro oskrbljeno. Zgradil je veliko gasilskih ladij in hitrih jadrnic, opremljenih s cevmi ali sifoni za brizganje grškega ognja. Med obleganjem so prvič v zgodovini uporabili grški ogenj v boju. Bil je ena ključnih prednosti, ki so jih imeli Bizantinci. Septembra so Arabci po neuspešnem poskusu zavzetja mesta odpluli v Kizik, kjer so prezimili.  V naslednjih petih letih so se Arabci vsako pomlad vrnili in nadaljevali obleganje Konstantinopla, vendar enako neuspešno. Mesto je preživelo in Arabci so bili leta 678 končno prisiljeni, da obleganje prekinejo. Arabci so se umaknili in bili skoraj sočasno poraženi  tudi na kopnem v Likiji in  Anatoliji. Nepričakovani preobrat je prisilil Muavijo I., da je s Konstantinom IV. sklenil premirje. Mirovni pogoji so od Arabcev zahtevali, da se umaknejo z otokov v Egejskem morju, ki so jih zasedli, Bizantinci pa so morali kalifatu plačevati letni davek petdeset sužnjev, petdeset konj in 300.000 nomizem. Opustitev obleganja je omogočila Konstantinu, da je šel na pomoč Solunu, ki so ga še vedno oblegali Slovani.

## Kasnejše vladanje
Ko je arabska nevarnost začasno minila, je Konstantin usmeril svojo pozornost na Cerkev, razpeto med monoteletstvom in pravoslavjem.  Novembra 680 je sklical Šesti ekumenski koncil, znan tudi kot Tretji carigrajski koncil. Osebno je  predsedoval prvim enajstim in osemnajstemu zasedanju, vendar ni prevzel nobene aktivne vloge v teoloških razpravah. Koncil je ponovno potrdil pravoslavne doktrine Kalcedonskega koncila iz leta 451, kar je rešilo spor glede monoteletstva. Za cesarstvo je bilo ugodno dejstvo, da ja bila večina monoteletov pod oblastjo Omajadskega kalifata. Koncil se je zaključil septembra 681.
Zaradi nenehnih spopadov z Arabci v 670. letih je bil Konstantin prisiljen skleniti sporazum z Langobardi, ki so zavzeli Brindisi in Taranto. Leta 680 so Bolgari pod vodstvom kana Asparuha prečkali Donavo na uradno cesarsko ozemlje in začeli podjarmati lokalne skupnosti in slovanska plemena. Konstantin je proti Bolgarom sprožil kombinirano kopensko in pomorsko operacijo in oblegal njihov utrjen tabor v Dobrudži. Zaradi slabega zdravja je moral zapustiti vojsko, ki jo je zatem zajela panika in so jo Bolgari porazili. Leta 681 je bil Konstantin prisiljen priznati bolgarsko državo v Meziji in plačati davek, da bi se izognil nadaljnjim prodorom v bizantinsko Trakijo. 
Konstantinova brata Heraklij in Tiberij sta bila na zahtevo ljudstva okronana za avgusta skupaj z njim med vladavino njihovega očeta. Konstantin ju je konec leta 681 ukazal pohabiti tako, da jima je odrezal nos, ker bi bila kot invalida neupravičenega do cesarskega položaja. Nekateri viri  trdijo, da je nato s prestolom povezal Justinijana II., vendar vsi sodobni dokazi kažejo, da je Justinijam postal cesar šele po Konstantinovi smrti 10. julija 685.

## Družina
Z ženo Anastazijo je imel najmanj dva sinova: 
- Justinijana II. (668 ali 669-711), ki ga je pri šestnajstih letih nasledil na bizantinskem prestolu, in
- Heraklija (rojen okoli 670), ki je znan samo po tem, da je oče poslal pramen njegovih in bratovih las papežu Benediktu II.[28][29]

## Opombi
1. ↑  V zastarelih virih se časih omenja kot "Flavius Heraclius Constantinus".[1] Tega imena ne potrjuje noben sodoben vir in gre verjetno za zamenjavo s Konstansom II, ki je imel tako ime in vzdevek Pogonatus (Bradati), ki se je v preteklosti napačno pripisoval Konstantinu IV.
2. ↑  Mozaik je moral biti narejen malo pred Heraklijevo in Tiberijevo odstavitvijo leta  681. Justinijan II. (skrajno levo) je upodobljen malo višji od njih, kar je bilo nemogoče, saj je bil najmanj deset let mlajši.